# Acrotriche prostrata
Acrotriche prostrata är en ljungväxtart som beskrevs av Ferdinand von Mueller. Acrotriche prostrata ingår i släktet Acrotriche och familjen ljungväxter. Inga underarter finns listade i Catalogue of Life.